# 青春宝集团
青春宝集团即中国（杭州）青春宝集团有限公司，是中国规模最大、设备先进、以天然药物为主要原料的综合制药企业之一。其前身是百年老店胡庆余堂的郊区制胶车间。董事长为冯根生。2003年，集团总资产为15亿元，销售收入17亿元，实现利税5.77亿元。

## 简介
1949年1月，14岁的冯根生就进入胡庆余堂当学徒，成为1949年以前胡庆余堂的“关门弟子”。1972年，他成立了杭州第二中药厂，创造性地对传统中药进行改造，实现了中药与高科技的结合。
1992年，在杭州第二中药厂的基础上，创建了中国青春宝集团公司。1992年，杭州第二中药厂与泰国正大集团合资成立正大青春宝药业有限公司。1996年底，集团公司兼并了濒临破产的胡庆余堂，当时这被称为“儿子吃掉老子”。1998年香港上实集团收购了正大集团的部分股份。

## 下属单位
集团拥有正大青春宝、胡庆余堂、四川九龙制药等7家中药制药企业，7家医药公司，30多个国药连锁店，以及10余家参股企业。现有2个中国驰名商标——青春宝、胡庆余堂、1个全国重点文物保护单位——胡庆余堂国药号及中药博物馆、2个市级文保单位——叶种德堂药店、胡雪岩墓。

## 主要产品
处方药品
- 参麦注射液
- 阿奇霉素分散片
- 宁心宝胶囊
- 养胃颗粒
- 丹参注射液
- 尼莫地平片
- 盐酸氟桂利嗪胶囊
- 尿感宁颗粒
- 香丹注射液
- 依普黄酮片
- 盐酸洛美沙星胶囊
- 鱼腥草注射液
- 黄芪注射液

非处方药品
- 茸参补肾胶囊
- 青春宝牌抗衰老片
- 青春宝牌抗衰老口服液
- 清热灵颗粒
- 生脉胶囊
- 肾康宁片
- 生脉饮(党参方)
- 益母草颗粒
- 灵芝胶囊

保健品
- 青春宝牌美容胶囊
- 青春宝牌益之康胶囊
- 青春宝牌永真片
- 青春宝牌金屏风胶囊